# Helene Stucki

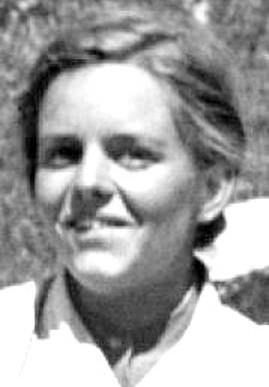
Helene Stucki in jungen Jahren

Helene Stucki (* 22. September 1889 in Bern; † 21. November 1988 ebenda; heimatberechtigt in Konolfingen) war eine Schweizer Pädagogin und Frauenrechtlerin.

## Leben
Geboren wurde Stucki als Tochter des Lehrers Gottlieb Stucki und der Lehrerin Marie Luise Rothacher. Helenes Bruder Walter Stucki absolvierte an der Universität ein Jurastudium und begann eine Laufbahn zum Diplomaten. Stucki konnte sich 1913 als Frau nur auf Umwegen zur Sekundarlehrerin ausbilden lassen. Nach Auslandaufenthalten und weiteren Studien unterrichtete sie an der Sekundar- und Fortbildungsschule der Mädchenschule Monbijou in Bern. Nach einem Studiensemester 1931 in Wien wurde sie als Lehrerin für Pädagogik, Psychologie und Methodik an das Lehrerinnenseminar Marzili gewählt, wo sie die Übungsschule und Landpraktika für Seminaristinnen einführte.

## Wirken

### Arbeit als Pädagogin
Stucki befasste sich mit Fragen der Kinderpsychologie und Methodik. Sie setzte sich nicht nur theoretisch mit einer fortschrittlichen Mädchen- und Lehrerinnenbildung auseinander, sondern gehörte zu den Lehrerinnen, die junge Mädchen für eine gute Berufsbildung und für Frauenrechte begeisterte. Sie propagierte die universitäre Schulung und stellte fest: «Die Emanzipation geht auf leisen Sohlen.» Stucki engagierte sich in der Erwachsenenbildung. Sie war gesuchte Referentin, Mitautorin und publizierte häufig. Für die Schweizerische Lehrerinnen-Zeitung schrieb sie Dutzende von Artikeln. 1950 gab sie mit anderen zusammen das Lexikon der Pädagogik heraus.
Nach ihrer Pensionierung 1960 erarbeitete sie an der Frauenschule der Stadt Bern ein Bildungsprogramm für Heimerzieherinnen.

### Arbeit als Frauenrechtlerin
Frauenpolitisch engagiert, leitete Helene Stucki an der SAFFA 1928 die Gruppe Erziehung. Sie war 1929 massgeblich an der Petition für das Frauenstimm- und -wahlrecht beteiligt, eine der unterschriftenstärksten in der Geschichte des schweizerischen Petitionsrechts. Stucki engagierte sich für die Demokratie und gehörte dem Vorstand des nationalen Dachverbands, des Bunds Schweizerischer Frauenvereine an (BSF, heute alliance F). 1919 hatte sie die BSF-Zeitschrift, das Schweizer Frauenblatt, mitbegründet. Sie war Mitglied des Berner Frauenstimmrechtsvereins und der kantonalen Frauenzentrale und beteiligte sich an den Schweizerischen Frauenkongressen. In ihren Funktionen half sie auch mit, das Frauenstimm- und -wahlrecht zu erkämpfen, das sie 1971 noch erlebte.

## Ehrungen
Für ihren Einsatz auf dem Gebiete der Psychologie und der Erziehung des weiblichen Geschlechts wurde die «wegweisende Mädchenerzieherin und Lehrerinnenbildnerin» 1965 mit dem Dr. h. c. der Universität Bern geehrt. Ausserdem war sie Ehrenmitglied des BSF.

## Werke
- Befreien und binden als Problem der Schule von heute, 1931.
- Das junge Mädchen, 1931.
- Mitverantwortung der Frau an der Erhaltung und Erneuerung der schweizerischen Demokratie, 1938.
- Vom Fragen, 1942.
- Beziehungen zwischen Staat und Frau, 1945/1946.
- Die Lebensgestaltung der berufstätigen unverheirateten Frau, 1947.
- Kindheitserinnerungen, 1950.
- Lexikon der Pädagogik in 3 Bänden, 1950–1952.
- Probleme der unverheirateten Frau, 1952.
- Psychologie und Pädagogik des Kleinkindes, 1952.
- Bildung und Freiheit im Leben der Frau, 1954.
- Frau als Erzieherin, 1958.
- Mutter, Kind und Spiel, 1960.
- Du und das Kind, 1962.
- Die ersten Jahre, 1964.
- Dankbares Leben, 1971.

## Archive
- Nachlass Helene Stucki, AGoF 515 in den Findmitteln der Gosteli-Stiftung, Archiv zur Geschichte der schweizerischen Frauenbewegung